# Tetratheca ericifolia
Tetratheca ericifolia är en tvåhjärtbladig växtart som beskrevs av James Edward Smith. Tetratheca ericifolia ingår i släktet Tetratheca och familjen Elaeocarpaceae. Inga underarter finns listade i Catalogue of Life.